# Tarabi-Aufstand
Der Tarabi-Aufstand war ein Aufstand der armen Stadtbevölkerung von Buchara gegen die Obrigkeit und die Mongolenherrschaft (1238–1241). Sein Verlauf wurde hauptsächlich von dem Geschichtsschreiber Ata al-Mulk Dschuwaini überliefert, der ihn aber aus der (missgünstigen) Sicht eines hohen mongolischen Beamten schilderte.

## Verlauf
Mahmud war ein Siebmacher aus dem Dorf Tarab bei Buchara, dessen „Dummheit und Ignoranz nicht seinesgleichen hatte“. Er behauptete, magische Kräfte zu haben und fand schnell einen Anhang unter den Leidenden und Kranken, obwohl das in Transoxanien und Turkestan keine ungewöhnliche Behauptung war (speziell bei Frauen). Als sich der Gelehrte Shams-ad-Din Mahbubi aus Gründen von „Vorurteilen“ gegen die Imame Bucharas zu Mahmud Tarabi bekannte und diesem mitteilte, dass (nach einer früheren Weissagung) eines Tages ein „mächtiger Lord aus Tarab die Welt erobern“ solle, wuchsen Mahmuds Anhang und sein Stolz. Gleichzeitig wies nach Meinung der Astrologen die Konstellation von Saturn und Mars auf Unruhen im Jahr 636 n. H. (d. h. 1238/39) hin, die dann auch prompt ausbrachen.
Die Obrigkeit informierte den Minister Mahmud Yalavach in Khojend und lud dann Mahmud Tarabi nach Buchara ein, um ihn und seinen Anhang auf dem Weg in die Stadt niedermetzeln zu lassen. Aber Tarabi war intelligent genug, um den geplanten Hinterhalt bei der Festung nahe Sar-i Pul zu durchschauen, drohte den anwesenden Verrätern mit himmlischer Rache und gelangte unbeschadet in die Stadt. Weitere Mordanschläge erwiesen sich angesichts der Größe seines Anhangs in der Stadt als unmöglich und so kontrollierte er bald Buchara. Die Obrigkeit wurde zur Abdankung gezwungen, ermordet oder vertrieben, die Häuser der Reichen wurden von großen Banden ausgeplündert und Mahmud wurde zum Sultan Bucharas ausgerufen.
Die flüchtige Obrigkeit versammelte sich in Kermine und rief die Mongolen zu Hilfe, die nun mit sämtlichen in der Gegend stationierten Truppen auf Buchara vorrückten. Die Tarabi und Mahbubi zogen ihnen mit den Armen der Stadt entgegen, und zwar im Vertrauen auf Mahmuds übernatürliche Kräfte und seine „unsichtbare Armee“ aus „himmlischen Geistern“ und „Stämmen von Dschinns“ sogar ohne Waffen und Rüstungen. Die Schlacht war ebenso ungewöhnlich: Mahmud Tarabi und Shams-ad-Din Mahbubi wurden wahrscheinlich schon zu Beginn von Pfeilen getötet. Als dann aber ein Sandsturm aufkam, hielten die Mongolen diesen für das Resultat von Mahmuds übernatürlichen Fähigkeiten und flohen. Viele der Flüchtigen wurden noch von der armen Landbevölkerung erschlagen, zusammen mit örtlichen Steuereintreibern und Landbesitzern.
Unter dem Hinweis, dass Mahmud Tarabi „ins Unsichtbare verschwunden“ sei, übernahmen nun „bis zu seinem Wiedererscheinen“ seine Brüder Muhammad und Ali die Führung der Aufständischen und setzten das bisherige Vorgehen (Plünderungen usw.) fort. 1241 schickte der Mongolenfürst Chaghatai eine große Armee unter Ildiz Noyan und Chigin Qorchi nach Buchara, denen die Tarabi wieder ungerüstet entgegentraten. Angeblich über 20.000 Menschen verloren bei dem Zusammenstoß ihr Leben, aber immerhin verhinderte Mahmud Yalavach durch sein persönliches Eingreifen die erneute Zerstörung und Ausmordung Bucharas durch die Mongolen. Der Fall kam vor den Großkhan Ögetei, der Mahmud Yalavachs Verbot der Zerstörung und Ausmordung billigte, ihn aber aufgrund des Zorns seines Bruders Chaghatai noch 1241 nach China versetzen musste.